# サンダーランドAFC
サンダーランド・アソシエーション・フットボール・クラブ（Sunderland Association Football Club、イギリス英語発音: [ˈsʌndərlənd] ( 音声ファイル)、地元では [ˈsʊndlən]）は、イングランド北東部・タイン・アンド・ウィア州サンダーランドをホームタウンとするプロサッカークラブ。愛称はブラック・キャッツ（Black Cats）。2025-26シーズンからはイングリッシュ・フットボールリーグのプレミアリーグに在籍している。

## 概要
ホームスタジアムはサンダーランド のスタジアム・オブ・ライト（収容人員49,000人）。現在はチャンピオンシップ（2部）に所属しているが、第二次世界大戦前に6度のリーグ優勝（1892、1893、1895、1902、1913年）を果たしている。
1890年にフットボールリーグに加盟し、1888年のリーグ設立以降の初めての加盟クラブとなった。加盟から1958年までトップディビジョンに所属し、1992年にアーセナルに破られるまで一番長く連続してトップディビジョンに在籍したクラブであった。クラブカラーは赤・白・黒で、1936年に縦縞模様のユニフォームを着て優勝した最後のクラブである。初めてFAカップを制したのは1937年で、1973年にも2部ながら制した(代表経験選手は一人も居なかった)。さらにこの二度目の決勝の相手は当時黄金期を迎え後にチャンピオンズカップ準優勝を経験したリーズ・ユナイテッドであった。
同じタイン・アンド・ウィア州に本拠地を置くニューカッスル・ユナイテッドとは長年のライバル関係にあり、1898年から続く両者の対戦は「タイン・ウェア・ダービー」と呼ばれる。

## 歴史

### 創設
1879年10月17日、サンダーランドで学校の教師をしていたグラスゴー生まれのジェームズ・アランが、「サンダーランド地区教員サッカークラブ（Sunderland and District Teachers Association Football Club）」として設立した。翌年（1880年）、10月16日に名称を「サンダーランド教員サッカークラブ（Sunderland Teachers Association football Club）」に変更し、その後クラブの財政難を緩和させるため、教員以外からも広くメンバーを募ったことで「サンダーランドAFC」に改編された。

### 1900年代
サンダーランドは1890-91シーズンにフットボールリーグに加盟すると、加盟後の活躍からリーグ創設者のウィリアム・マグレガーに「素晴らしいタレントを揃えたチームだ」と賞賛される。1892年から1902年の間に、リーグ優勝3回・準優勝3回と好成績を残した。1913年には11年ぶりのリーグ優勝を果たしたが、FAカップではアストン・ヴィラに1-0で敗北しダブルは逃した。
1935-36シーズンに6度目のリーグ優勝。初のFAカップを獲得したのは1937年で、決勝でプレストン・ノースエンドを3-1で破り優勝を飾った。

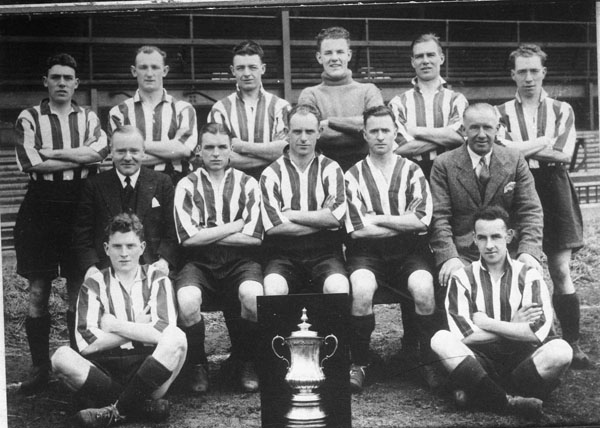
1937年のFAカップ優勝

第二次世界大戦後、クラブの財政が著しく悪化する。会長と3人の役員が財政面の不正を犯して1957年に辞任し、5000万ポンドという前例のない罰金を受けた。そのせいもあり1957-58シーズンは22クラブ中21位に終わり、フットボールリーグ加盟後68年目にして初めて降格を経験した。
1973年、サンダーランドは2部に在籍しながらFAカップ決勝に進出すると、決勝でリーズ・ユナイテッドを1-0で破り2度目のFAカップ優勝を果たした。サンダーランドの優勝以降、トップディビジョンに在籍していないチームがFAカップで優勝したのは1976年のサウサンプトンのみである。1985年には初めてリーグカップの決勝に進出したが、ノリッジに1-0で敗れ優勝を逃した。リーグカップの決勝に進出したのはこの1度のみである（2018年現在）。
1986-87シーズンは22クラブ中20位に終わって3部に降格したが、翌シーズンに優勝し、1シーズンで2部復帰を果たす。1992年には、再び2部に在籍しながらFAカップの決勝に進出したが、決勝でリヴァプールに2-0で敗れ、1973年の再現とはならなかった。
1997年、サンダーランドは99年間使用したロッカー・パークからスタジアム・オブ・ライトに本拠地を移した。スタジアムの収容人数が30,000人から42,000人に増加したことでクラブの財政状況も好転し、1999年、当時の最多記録となる勝ち点105を獲得して2部優勝を果たし、1部に復帰した。

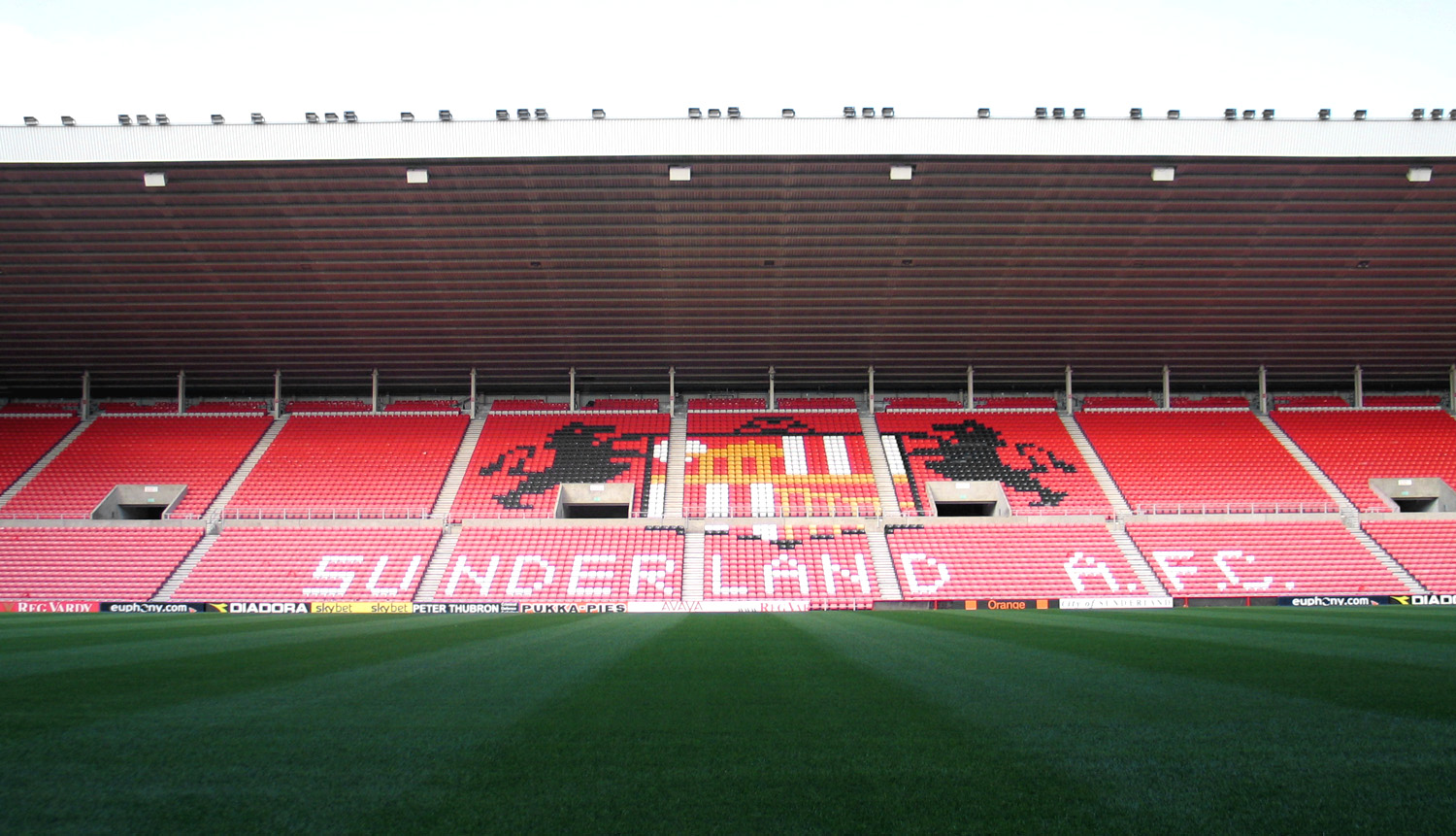
スタジアム・オブ・ライト

### 2000年代
2000年代前半、サンダーランドは1部と2部の往復を繰り返すこととなる。プレミアリーグ（1部）復帰後の1999-00、2000-01シーズンでは2シーズン連続で7位に入ったが、2003年に当時の最少リーグ記録となる勝ち点19で最下位に終わると、再び2部に降格。ミック・マッカーシーの下で2005年に2部で優勝し、1年でプレミアリーグに復帰できたものの、翌年には再び最少記録を更新する勝ち点15で2部に降格した。
2006年7月、ナイアル・クインを代表とするドラマビル・コンソーシアムがサンダーランドを買収し、クインが会長に就任した。開幕直後はクインが監督も兼任したが、2部で開幕から4連敗を喫すなど中々勝利することができなかったため、同年8月に現役引退直後からオファーしていたロイ・キーンが監督に就任した。キーンはチームを建て直し、チームは27勝7分12敗の勝ち点88で2部を優勝。バーミンガム・シティと共にプレミアリーグ復帰を果たした。
2007-08シーズン、プレミア復帰後初めて迎えた試合はホームのトッテナム・ホットスパー戦で、試合は後半ロスタイムのマイケル・チョプラのゴールで1-0で勝利した。しかし2008年12月4日、その後の成績不振の責任を取りロイ・キーンは辞任。残りのシーズンはリッキー・スブラジアが暫定的に指揮を執ることとなった。
2009-10シーズンにスティーヴ・ブルースが監督に就任したが、2011年11月30日に成績不振で解任。マーティン・オニールが新監督に就任したほか、2013年10月8日にはグスタボ・ポジェが新監督に就任した。2016-17シーズンからはかつてマンチェスター・ユナイテッドで指揮を取ったことのあるデイヴィッド・モイーズが監督に就任したが、昨シーズン17位の不調を引きずり、降格圏から脱出することができなかった。2017年4月29日のボーンマス戦で0-1で敗れたことにより、10年ぶりにプレミアリーグからの降格が決まった。
10年ぶりの2部で迎えた2017-18シーズンは、降格に伴い主力が流出したことと前シーズンからの不振を引きずり、開幕14試合で1勝しかできず、2017年10月31日、ボルトン・ワンダラーズにホームで3-3で引き分け、グレイソン監督を解任した。11月19日、浮上に望みを賭けて元ウェールズ代表監督のクリス・コールマンが監督に就任したものの、浮上のきっかけを掴めずシーズンの大半を降格圏で過ごし、2018年4月21日に行われた第44節、残留の直接のライバルであったバートン・アルビオンに敗れて降格圏の22位以下が確定した。最終的にリーグ最下位でシーズンを終え、EFLリーグ1（3部）へ降格となった。3部への降格は1987-88シーズン以来、実に30年ぶりであった。2季連続で降格となった2018年4月、イーストリーFCで会長を務めるスチュワート・ドナルドが率いるコンソーシアムへクラブは売却され、コールマン監督は解任された。
2018年5月25日、セント・ミレンの監督だったジャック・ロスが2年契約で監督に就任した。30年ぶりの3部で迎えた2018-19シーズンは5位で昇格プレーオフに回り、準決勝でポーツマスを破ったものの、決勝でチャールトン・アスレティックに1-2で敗れ昇格を逃した。
2020年7月18日、スチュワート・ドナルドが会長職を辞任したと発表した。更に同年11月29日に成績不良によりフィル・パーキンソン監督が解任となり、12月5日、リー・ジョンソンが監督に就任した。
2021年2月18日、フランス人のキリル・ルイ＝ドレフュスが会長に就任。23歳での会長就任はイングランドサッカー史上最年少となる。
2022年5月21日にEFLリーグ1の昇格プレーオフにて優勝し、3季ぶりの昇格を果たした。
EFLチャンピオンシップ復帰初年度に6位に入り、昇格プレーオフに出場。同3位のルートン・タウンにホームで先勝するも、アウェーで敗れ、最終的にアウェーゴールの差で敗退した。
2023-24シーズンは不振に陥り16位で終了。2024-25シーズンは上位争いに加わるも、終盤に失速し5連敗でフィニッシュ。3位のシェフィールドUと勝ち点14差の4位で昇格プレーオフに進出する。
昇格プレーオフ準決勝ではコヴェントリーと対戦。セカンドレグの延長後半アディショナルタイムに劇的な決勝ゴールを挙げ、決勝へと駒を進める。ウェンブリー・スタジアムで行われた決勝戦ではシェフィールドUを2-1で降し、2016-17シーズン以来のプレミア復帰を決めた。

## ユニフォーム
栄光と伝統の赤白ストライプは、サンダーランドAFCの象徴である。設立当初は青のユニフォームを着てプレーしていたが、その後赤と白のハーフに変わり、1887年に現在の赤と白のストライプ模様になった。
2007-08シーズンのアウェーユニフォームはシャツ、パンツ、ソックスすべて白で、これは1898年から変わっていない。2007-08から2011-12シーズンまでのユニフォームサプライヤーはアンブロで、2012-13シーズンからのユニフォームサプライヤーはアディダスである。

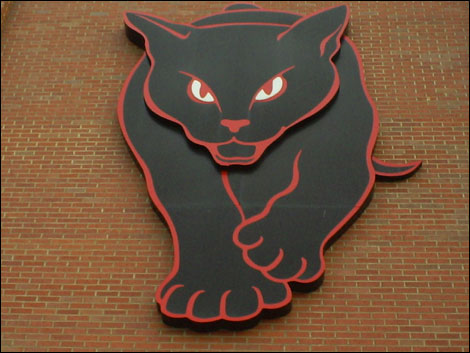
愛称にもなっているブラック・キャッツ（Black Cats）は、赤と白のストライプとともにクラブのエンブレムを構成する。

## タイトル

### 国内タイトル
- フットボールリーグディビジョン1：6回
  - 1891-92, 1892-93, 1894-95, 1901-02, 1912-13, 1935-36
- フットボールリーグディビジョン2：5回
  - 1975-76, 1995-96, 1998-99, 2004-05, 2006-07
- フットボールリーグディビジョン3：1回
  - 1987-88
- FAカップ：2回
  - 1936-37, 1972-73
- チャリティー・シールド (コミュニティーシールドの前身)：1回
  - 1936-37

### 国際タイトル
- なし

## 過去の成績
| シーズン | リーグ             | リーグ | リーグ | リーグ | リーグ | リーグ | リーグ | リーグ | リーグ | FAカップ     | リーグ杯     | 欧州カップ / その他          | 欧州カップ / その他 | 最多得点者                                                                     | 最多得点者 |
| シーズン | ディビジョン       | 試     | 勝     | 分     | 敗     | 得     | 失     | 点     | 順位   | FAカップ     | リーグ杯     | 欧州カップ / その他          | 欧州カップ / その他 | 選手                                                                           | 得点       |
| -------- | ------------------ | ------ | ------ | ------ | ------ | ------ | ------ | ------ | ------ | ------------ | ------------ | ---------------------------- | ------------------- | ------------------------------------------------------------------------------ | ---------- |
| 1988-89  | ディビジョン2      | 46     | 16     | 15     | 15     | 60     | 60     | 63     | 11位   | 3回戦敗退    | 2回戦敗退    | フルメンバーズカップ         | 2回戦敗退           | マルコ・ガッビアディーニ                                                       | 18         |
| 1989-90  | ディビジョン2      | 46     | 20     | 14     | 12     | 70     | 64     | 74     | 6位    | 3回戦敗退    | 準々決勝敗退 | フルメンバーズカップ         | 1回戦敗退           | マルコ・ガッビアディーニ                                                       | 21         |
| 1990-91  | ディビジョン1      | 38     | 8      | 10     | 20     | 38     | 60     | 34     | 19位   | 3回戦敗退    | 3回戦敗退    | フルメンバーズカップ         | 準々決勝敗退        | マルコ・ガッビアディーニ                                                       | 9          |
| 1991-92  | ディビジョン2      | 46     | 14     | 11     | 21     | 61     | 65     | 53     | 18位   | 準優勝       | 2回戦敗退    |                              |                     | ドン・グッドマン                                                               | 11         |
| 1992-93  | ディビジョン1      | 46     | 13     | 11     | 22     | 50     | 64     | 50     | 21位   | 4回戦敗退    | 1回戦敗退    | アングロ＝イタリアン・カップ | GL敗退              | ドン・グッドマン                                                               | 16         |
| 1993-94  | ディビジョン1      | 46     | 19     | 8      | 19     | 54     | 57     | 65     | 12位   | 4回戦敗退    | 3回戦敗退    | アングロ＝イタリアン・カップ | GL敗退              | フィル・グレイ                                                                 | 14         |
| 1994-95  | ディビジョン1      | 46     | 12     | 18     | 16     | 41     | 45     | 54     | 20位   | 4回戦敗退    | 2回戦敗退    |                              |                     | フィル・グレイ                                                                 | 12         |
| 1995-96  | ディビジョン1      | 46     | 22     | 17     | 7      | 59     | 33     | 83     | 1位    | 3回戦敗退    | 2回戦敗退    |                              |                     | クレイグ・ラッセル                                                             | 13         |
| 1996-97  | プレミアリーグ     | 38     | 10     | 10     | 18     | 35     | 53     | 40     | 18位   | 3回戦敗退    | 3回戦敗退    |                              |                     | クレイグ・ラッセルポール・ステュアート                                         | 4          |
| 1997-98  | ディビジョン1      | 46     | 26     | 12     | 8      | 86     | 50     | 90     | 3位    | 4回戦敗退    | 3回戦敗退    |                              |                     | ケヴィン・フィリップス                                                         | 29         |
| 1998-99  | ディビジョン1      | 46     | 31     | 12     | 3      | 91     | 28     | 105    | 1位    | 4回戦敗退    | 準決勝敗退   |                              |                     | ケヴィン・フィリップス                                                         | 23         |
| 1999-00  | プレミアリーグ     | 38     | 16     | 10     | 12     | 57     | 56     | 58     | 7位    | 4回戦敗退    | 3回戦敗退    |                              |                     | ケヴィン・フィリップス                                                         | 30         |
| 2000-01  | プレミアリーグ     | 38     | 14     | 12     | 11     | 46     | 41     | 57     | 7位    | 5回戦敗退    | 準々決勝敗退 |                              |                     | ケヴィン・フィリップス                                                         | 14         |
| 2001-02  | プレミアリーグ     | 38     | 10     | 10     | 18     | 29     | 51     | 40     | 17位   | 3回戦敗退    | 2回戦敗退    |                              |                     | ケヴィン・フィリップス                                                         | 11         |
| 2002-03  | プレミアリーグ     | 38     | 4      | 7      | 27     | 21     | 65     | 19     | 20位   | 5回戦敗退    | 4回戦敗退    |                              |                     | ケヴィン・フィリップス                                                         | 6          |
| 2003-04  | ディビジョン1      | 46     | 22     | 13     | 11     | 62     | 45     | 79     | 3位    | 準決勝敗退   | 2回戦敗退    |                              |                     | マーカス・スチュワート                                                         | 14         |
| 2004-05  | チャンピオンシップ | 46     | 29     | 7      | 10     | 76     | 41     | 94     | 1位    | 4回戦敗退    | 2回戦敗退    |                              |                     | マーカス・スチュワート                                                         | 16         |
| 2005-06  | プレミアリーグ     | 38     | 3      | 6      | 29     | 26     | 69     | 15     | 20位   | 4回戦敗退    | 3回戦敗退    |                              |                     | リアム・ローレンスアントニー・ル・タレクトミー・ミラーディーン・ホワイトヘッド | 3          |
| 2006-07  | チャンピオンシップ | 46     | 27     | 7      | 12     | 76     | 47     | 88     | 1位    | 3回戦敗退    | 1回戦敗退    |                              |                     | デヴィッド・コノリー                                                           | 13         |
| 2007-08  | プレミアリーグ     | 38     | 11     | 6      | 21     | 36     | 59     | 39     | 15位   | 3回戦敗退    | 2回戦敗退    |                              |                     | ケンワイン・ジョーンズ                                                         | 7          |
| 2008-09  | プレミアリーグ     | 38     | 9      | 9      | 20     | 34     | 54     | 36     | 16位   | 4回戦敗退    | 4回戦敗退    |                              |                     | ジブリル・シセケンワイン・ジョーンズ                                           | 10         |
| 2009-10  | プレミアリーグ     | 38     | 11     | 11     | 16     | 48     | 56     | 44     | 13位   | 4回戦敗退    | 4回戦敗退    |                              |                     | ダレン・ベント                                                                 | 25         |
| 2010-11  | プレミアリーグ     | 38     | 12     | 11     | 15     | 45     | 56     | 47     | 10位   | 3回戦敗退    | 3回戦敗退    |                              |                     | アサモア・ギャン                                                               | 10         |
| 2011-12  | プレミアリーグ     | 38     | 11     | 12     | 15     | 45     | 46     | 45     | 13位   | 準々決勝敗退 | 2回戦敗退    |                              |                     | ニクラス・ベントナー                                                           | 8          |
| 2012-13  | プレミアリーグ     | 38     | 9      | 12     | 17     | 41     | 54     | 39     | 17位   | 3回戦敗退    | 4回戦敗退    |                              |                     | スティーヴン・フレッチャー                                                     | 11         |
| 2013-14  | プレミアリーグ     | 38     | 10     | 8      | 20     | 41     | 60     | 38     | 14位   | 準々決勝敗退 | 準優勝       |                              |                     | アダム・ジョンソン                                                             | 8          |
| 2014-15  | プレミアリーグ     | 38     | 7      | 17     | 14     | 31     | 53     | 38     | 17位   | 5回戦敗退    | 3回戦敗退    |                              |                     | スティーヴン・フレッチャーコナー・ウィッカム                                   | 5          |
| 2015-16  | プレミアリーグ     | 38     | 9      | 12     | 17     | 48     | 62     | 39     | 17位   | 3回戦敗退    | 3回戦敗退    |                              |                     | ジャーメイン・デフォー                                                         | 15         |
| 2016-17  | プレミアリーグ     | 38     | 6      | 6      | 26     | 29     | 69     | 24     | 20位   | 3回戦敗退    | 4回戦敗退    |                              |                     | ジャーメイン・デフォー                                                         | 15         |
| 2017-18  | チャンピオンシップ | 46     | 7      | 16     | 23     | 52     | 80     | 37     | 24位   | 3回戦敗退    | 3回戦敗退    |                              |                     | ルイス・グラバン                                                               | 12         |
| 2018-19  | リーグ1            | 46     | 20     | 12     | 14     | 71     | 62     | 72     | 5位    | 2回戦敗退    | 1回戦敗退    | EFLトロフィープレーオフ2019  | 準優勝              | ジョシュ・マジャ                                                               | 16         |
| 2019-20  | リーグ1            | 36     | 16     | 11     | 9      | 48     | 32     | 59     | 8位    | 1回戦敗退    | 4回戦敗退    | EFLトロフィー                | GS敗退              | クリス・マグワイア                                                             | 10         |
| 2020-21  | リーグ1            | 46     | 20     | 17     | 9      | 70     | 42     | 77     | 4位    | 1回戦敗退    | 1回戦敗退    | EFLトロフィープレーオフ2021  | 優勝準決勝敗退      | チャーリー・ワイク                                                             | 26         |
| 2021-22  | リーグ1            | 46     | 24     | 12     | 10     | 79     | 53     | 84     | 5位    | 1回戦敗退    | 準々決勝敗退 | EFLトロフィープレーオフ2022  | 2回戦敗退優勝       | ロス・スチュワート                                                             | 26         |
| 2022-23  | チャンピオンシップ | 46     | 18     | 15     | 13     | 68     | 55     | 69     | 6位    | 4回戦敗退    | 1回戦敗退    | プレーオフ2023               | 準決勝敗退          | アマド・ディアロ                                                               | 14         |
| 2023-24  | チャンピオンシップ | 46     | 16     | 8      | 22     | 52     | 54     | 56     | 16位   | 3回戦敗退    | 1回戦敗退    |                              |                     | ジャック・クラーク                                                             | 15         |
| 2024-25  | チャンピオンシップ | 46     | 21     | 13     | 12     | 58     | 44     | 76     | 4位    | 3回戦敗退    | 1回戦敗退    | プレーオフ2025               | 優勝                | ウィルソン・イシドール                                                         | 13         |

## 欧州の成績
| シーズン | 大会                       | ラウンド | 対戦相手         | ホーム | アウェー | 合計 |  |
| -------- | -------------------------- | -------- | ---------------- | ------ | -------- | ---- |  |
| 1973-74  | UEFAカップウィナーズカップ | 1回戦    | ヴァシャシュ     | 1-0    | 2-0      | 3-0  |  |
| 1973-74  | UEFAカップウィナーズカップ | 2回戦    | スポルティングCP | 2-1    | 0-2      | 2-3  |  |

## 現所属メンバー
プレミアリーグ 2025-26シーズン開幕フォーメーション (4-3-3)
2025年8月17日現在
注：選手の国籍表記はFIFAの定めた代表資格ルールに基づく。
| No. | Pos. |                | 選手名                    |
| --- | ---- | -------------- | ------------------------- |
| 1   | GK   | イングランド   | アンソニー・パターソン    |
| 2   | DF   | ウェールズ     | ナイル・ハギンズ ()       |
| 3   | DF   | イングランド   | デニス・サーキン ()       |
| 4   | MF   | イングランド   | ダン・ニール              |
| 5   | DF   | 北アイルランド | ダニエル・バラード ()     |
| 6   | DF   | フランス       | ティモテー・ペンベレ ()   |
| 7   | MF   | モロッコ       | ケムズディン・タルビ      |
| 8   | MF   | アイルランド   | アラン・ブラウン          |
| 9   | FW   | スペイン       | マルク・ギウ              |
| 10  | MF   | イングランド   | パトリック・ロバーツ      |
| 11  | MF   | イングランド   | クリス・リグ              |
| 12  | FW   | スペイン       | エリエゼル・マイエンダ () |
| 13  | MF   | イングランド   | ルーク・オニエン          |
| 14  | FW   | イングランド   | ロメイン・マンドル        |
| 15  | DF   | パラグアイ     | オマル・アルデレーテ      |
| 16  | GK   | カメルーン     | ブロンディ・ヌク ()       |
| 17  | DF   | モザンビーク   | ヘイニウド・マンダーヴァ  |
| 18  | FW   | フランス       | ウィルソン・イシドール    |
| 19  | MF   | セネガル       | アビブ・ディアッラ        |
| 20  | DF   | フランス       | ノルディ・ムキエレ        |
| 21  | GK   | イングランド   | サイモン・ムーア          |
| 22  | GK   | オランダ       | ロビン・ローフス          |

| No. | Pos. |                  | 選手名                          |
| --- | ---- | ---------------- | ------------------------------- |
| 23  | DF   | オランダ         | イェンソン・セールト            |
| 24  | MF   | コートジボワール | シモン・アディングラ            |
| 25  | DF   | オーストラリア   | ネクタリオス・トリアンティス () |
| 26  | MF   | コンゴ民主共和国 | アルトゥール・マスアク          |
| 27  | MF   | コンゴ民主共和国 | ノア・サディキ                  |
| 28  | MF   | フランス         | エンゾ・ル・フェー              |
| 29  | FW   | ナイジェリア     | アハメド・アブドゥラヒ          |
| 30  | MF   | セルビア         | ミラン・アレクシッチ            |
| 32  | DF   | 北アイルランド   | トライ・ヒューム                |
| 33  | DF   | ノルウェー       | レオ・フューア・イェルデ ()     |
| 34  | MF   | スイス           | グラニト・ジャカ ()             |
| 36  | FW   | コロンビア       | イアン・ポベダ ()               |
| 41  | MF   | イングランド     | ザック・ジョンソン              |
| 42  | DF   | イングランド     | アジ・アリース ()               |
| 45  | DF   | イングランド     | ジョー・アンダーソン            |
| 50  | MF   | 北アイルランド   | ハリソン・ジョーンズ            |
| --  | MF   | フランス         | アブドゥラ・バ ()               |
| --  | MF   | イングランド     | ジェイ・マテテ                  |
| --  | FW   | ポルトガル       | ルイス・セメド ()               |
| --  | FW   | ウクライナ       | ナザリー・ルシュン              |

監督
- レジス・ル・ブリ

### リザーブチーム
注：選手の国籍表記はFIFAの定めた代表資格ルールに基づく。
| No. | Pos. |  | 選手名 |
| --- | ---- |  | ------ |

| No. | Pos. |  | 選手名 |
| --- | ---- |  | ------ |

### ローン移籍
in
注：選手の国籍表記はFIFAの定めた代表資格ルールに基づく。
| No. | Pos. |          | 選手名                    |
| --- | ---- | -------- | ------------------------- |
| 9   | FW   | スペイン | マルク・ギウ (チェルシー) |

out
注：選手の国籍表記はFIFAの定めた代表資格ルールに基づく。
| No. | Pos. |              | 選手名                                 |
| --- | ---- | ------------ | -------------------------------------- |
| --  | GK   | イングランド | ネイサン・ビショップ (ウィコム)        |
| --  | MF   | フランス     | アディル・アウシシュ (アバディーン) () |

| No. | Pos. |              | 選手名                                |
| --- | ---- | ------------ | ------------------------------------- |
| --  | DF   | イングランド | ベン・クロンプトン (ロス・カウンティ) |
|     | MF   | イングランド | ケイデン・ケリー (ダーリントン) ()    |

## 歴代監督
- ピーター・リード 1995-2002
- ハワード・ウィルキンソン 2002-2003
- ミック・マッカーシー 2003-2006
- ケヴィン・ボール 2006
- ナイアル・クイン 2006
- ロイ・キーン 2006-2008
- リッキー・スブラジア 2008-2009
- スティーヴ・ブルース 2009-2011
- マーティン・オニール 2011-2013
- パオロ・ディ・カーニオ 2013
- グスタボ・ポジェ 2013-2015
- ディック・アドフォカート 2015
- サム・アラダイス 2015-2016
- デイヴィッド・モイーズ 2016-2017
- サイモン・グレイソン 2017
- クリス・コールマン 2017-2018
- ジャック・ロス 2018-2019
- フィル・パーキンソン 2019-2020
- リー・ジョンソン 2020-2022
- アレックス・ニール 2022
- トニー・モウブレイ（英語版） 2022-2023
- マイク・ドッズ（英語版）(暫定) 2023
- マイケル・ビール（英語版） 2023
- マイク・ドッズ（英語版） 2023-2024
- レジス・ル・ブリ 2024-

## 歴代所属選手

### GK
- シェイ・ギヴン 1996
- トーマス・セーレンセン 1998-2003
- シモン・ミニョレ 2010-2013
- ジョーダン・ピックフォード 2011-2017
- ヴィト・マンノーネ 2013-2017
- コステル・パンティリモン 2014-2016

### DF
| - デヴィッド・ワトソン 1970-1975 - アラン・ケネディ 1986-1987 - トーマス・ヘルマー 1999-2000 - スティーヴ・ボールド 1999-2000 - ベルント・ハース 2001-2002 - ジョニー・エヴァンズ 2006-2007, 2009 - ダニー・シンプソン 2007 - タル・ベン・ハイム 2009 - ジョン・メンサー 2009-2011 | - アーメド・エル＝モハマディ 2010-2013 - ウェズ・ブラウン 2011-2016 - ジョン・オシェイ 2011-2018 - ソティリオス・キルギアコス 2012 - ダニー・ローズ 2012-2013 - マルコス・アロンソ 2014 | - セバスティアン・コアテス 2014-2017 - ヤン・キルヒホフ 2016-2017 - ジョリオン・レスコット 2017 - ラミーヌ・コネ 2016-2019 - ブライアン・オビエド 2017-2019 - グレン・ローフェンス 2018-2019 |

### MF
| - クラウディオ・レイナ 2001-2003 - スチュワート・ダウニング 2003 - テーム・タイニオ 2008-2010 - ジョーダン・ヘンダーソン 2008-2011 - ロリック・カナ 2009-2010 | - サリー・ムンタリ 2011 - ステファン・セセニョン 2011-2013 - ジェームズ・マクレーン 2011-2013 - セバスティアン・ラーション 2011-2017 - エマヌエレ・ジャッケリーニ 2013-2016 | - リカルド・アルバレス 2014-2015 - ジャック・ロドウェル 2014-2018 - ヤン・エムヴィラ 2015-2016 - オラ・トイヴォネン 2015-2016 - スティーヴン・ピーナール 2016-2017 - エイダン・マクギーディ 2017-2022 |

### FW
| - トレヴァー・フォード 1950-1953 - トーレ・アンドレ・フロー 2002-2003 - アントニー・ル・タレク 2005-2006 - ドワイト・ヨーク 2006-2009 - アンディ・コール 2007-2008 - エル＝ハッジ・ディウフ 2008-2009 | - ジブリル・シセ 2008-2009 - ボウデヴィン・ゼンデン 2009-2011 - ダレン・ベント 2009-2011 - ダニー・ウェルベック 2010-2011 - ニクラス・ベントナー 2011-2012 | - ルイ・サハ 2012-2013 - スティーヴン・フレッチャー 2012-2016 - ファビオ・ボリーニ 2013-2014, 2015-2016 - ジャーメイン・デフォー 2015-2017 |